# 昂格尔附近法伊斯特里茨
昂格尔附近法伊斯特里茨（德語：Feistritz bei Anger）是奥地利施泰尔马克州魏茨县的一个市镇。总面积8.04平方公里，总人口1095人，人口密度136.2人/平方公里（2005年）。